# Rosentalbahn
| Eisenbahnbrücke über den Ferlacher Stausee an der Drau | |                                                |                                                |
| | |                                                |                                                |
| Streckennummer (ÖBB): | 413 01 Sankt Veit an der Glan–Klagenfurt Hbf 409 01 Klagenfurt Hbf–Rosenbach 222 02 Rosenbach–Staatsgrenze          |                                                |                                                |
| Streckennummer: | 20 Jesenice–Ljubljana                                                                                               |                                                |                                                |
| Kursbuchstrecke (ÖBB): | 221 (Villach Hbf–Jesenice) 601 (Friesach–Spittal-Millstättersee) 660 (Klagenfurt Hbf–Rosenbach)                     |                                                |                                                |
| Streckenlänge: | 62,812 km |                                                |                                                |
| Spurweite: | 1435 mm (Normalspur)                                                                                                |                                                |                                                |
| Streckenklasse: | D4 (St. Veit an der Glan–Viktring) B2 (Viktring–Weizelsdorf) D4 (Rosenbach–Staatsgrenze) D3 (Staatsgrenze–Jesenice) |                                                |                                                |
| Stromsystem: | St. Veit a. d. Glan–Weizelsdorf und Rosenbach–Jesenice 15 kV 16,7 Hz ~                                              |                                                |                                                |
| Maximale Neigung: | 26 ‰ |                                                |                                                |
| Streckengeschwindigkeit: | 160 km/h |                                                |                                                |
| Zweigleisigkeit: | St. Veit a. d. Glan–Klagenfurt Jesenice zahod–Jesenice bis 2020: Rosenbach–Jesenice zahod                           |                                                |                                                |
| | |                                                |                                                |
| \| \| \| Rudolfsbahn von St. Valentin \| \| \| \| 0,000 \| St. Veit a. d. Glan \| 476 m ü. A. \| \| \| \| Rudolfsbahn nach/von Villach \| \| \| \| 1,100 \| St. Veit a. d. Glan-Süd \| St. Veit a. d. Glan-Süd \| \| \| 2,114 0,000 \| \| \| \| \| 0,675 \| Glandorf \| Glandorf \| \| \| \| ehem. Trasse der Rudolfsbahn (bis 1912) \| \| \| \| 3,254 \| Anschlussbahn (Awanst) FunderMax \| Anschlussbahn (Awanst) FunderMax \| \| \| 4,518 \| Willersdorf 29.05.1994 aufgelassen \| Willersdorf 29.05.1994 aufgelassen \| \| \| 6,700 \| Zollfeld 28.05.1967 aufgelassen \| Zollfeld 28.05.1967 aufgelassen \| \| \| 7,969 8,000 \| Fehlerprofil −31 m \| Fehlerprofil −31 m \| \| \| 9,228 \| Maria Saal \| 453 m ü. A. \| \| \| 12,378 \| Anschlussbahn (Awanst) GBV II (Laudon-Kaserne) \| Anschlussbahn (Awanst) GBV II (Laudon-Kaserne) \| \| \| 13,592 \| Klagenfurt Annabichl \| Klagenfurt Annabichl \| \| \| \| Glan \| \| \| \| 16,773 \| Klagenfurt Ostbahnhof \| 440 m ü. A. \| \| \| \| von Maribor (Drautalbahn) \| \| \| \| 17,960 \| Klagenfurt Hbf \| 440 m ü. A. \| \| \| \| nach Innichen/San Candido (Drautalbahn) \| \| \| \| 19,218 \| Klagenfurt Süd seit 29.10.2015 \| Klagenfurt Süd seit 29.10.2015 \| \| \| 19,995 \| Viktring (PV 2015 eingestellt) \| 440 m ü. A. \| \| \| 23,000 \| Köttmannsdorf (1967 aufgelassen) \| Köttmannsdorf (1967 aufgelassen) \| \| \| 23,100 \| Köttmannsdorf Lambichl (seit 11.12.2022)[3][4][5] \| Köttmannsdorf Lambichl (seit 11.12.2022)[3][4][5] \| \| \| 25,046 \| Maria Rain \| 525 m ü. A. \| \| \| \| Ferlacher Stausee \| \| \| \| \| Ferlacher Bahn \| \| \| \| 30,079 \| Weizelsdorf \| 433 m ü. A. \| \| \| 30,182 \| Erhaltungsgrenze ÖBB Infra/NBiK \| Erhaltungsgrenze ÖBB Infra/NBiK \| \| \| 31,526 \| Weizelsdorf Ort * \| Weizelsdorf Ort * \| \| \| 32,729 \| St. Johann im Rosental * \| St. Johann im Rosental * \| \| \| 35,462 \| Feistritz im Rosental * \| 498 m ü. A. \| \| \| \| Feistritz-Viadukt (193 m) \| \| \| \| 36,725 \| Feistritz im Rosental West \| Feistritz im Rosental West \| \| \| 37,472 \| Suetschach * \| Suetschach * \| \| \| 38,637 \| Ladinach * \| Ladinach * \| \| \| \| Kleiner Suchagraben (64 m) \| \| \| \| \| Großer Suchagraben (93 m) \| \| \| \| 42,146 \| Maria Elend im Rosental * \| 525 m ü. A. \| \| \| 45,700 \| Ladestelle Ziegelei Rosenbach \| Ladestelle Ziegelei Rosenbach \| \| \| \| Rosenbach-Viadukt (239 m) \| \| \| \| 46,138 \| Lessach-Tunnel (111 m) \| Lessach-Tunnel (111 m) \| \| \| 47,190 \| Erhaltungsgrenze NBiK/ÖBB Infra \| Erhaltungsgrenze NBiK/ÖBB Infra \| \| \| 47,482 \| von Villach \| von Villach \| \| \| 47,791 \| Rosenbach \| 601 m ü. A. \| \| \| 49,262 \| Karawankentunnel (7976,5 m) \| Karawankentunnel (7976,5 m) \| \| \| 53,635 637,265 \| Staatsgrenze n. Rosenbach Österreich–Slowenien \| Staatsgrenze n. Rosenbach Österreich–Slowenien \| \| \| 633,664 \| \| \| \| \| \| \| \| \| \| 632,800 \| von Tarvisio \| von Tarvisio \| \| \| 631,800 \| Jesenice zahod \| Jesenice zahod \| \| \| \| \| \| \| \| 630,211 \| Jesenice (Aßling) \| 573 m ü. A. \| \| \| \| nach Ljubljana \| \| \| \| \| nach Trieste Campo Marzio \| \| * bis 9. Dez. 2016, seit August 2020 Nostalgiebetrieb | |                                                |                                                |
| Quellen: | |                                                |                                                |
| Strecke | | Rudolfsbahn von St. Valentin                   | Rudolfsbahn von St. Valentin                   |
| Bahnhof | 0,000 | St. Veit a. d. Glan                            | 476 m ü. A.                                    |
| Abzweig geradeaus, nach rechts und von rechts | | Rudolfsbahn nach/von Villach                   | Rudolfsbahn nach/von Villach                   |
| Blockstelle | 1,100 | St. Veit a. d. Glan-Süd                        | St. Veit a. d. Glan-Süd                        |
| Kilometer-Wechsel | 2,114 0,000 |                                                |                                                |
| Haltepunkt / Haltestelle | 0,675 | Glandorf                                       | Glandorf                                       |
| Abzweig geradeaus und ehemals nach links | | ehem. Trasse der Rudolfsbahn (bis 1912)        | ehem. Trasse der Rudolfsbahn (bis 1912)        |
| Abzweig geradeaus und von links | 3,254 | Anschlussbahn (Awanst) FunderMax               | Anschlussbahn (Awanst) FunderMax               |
| ehemaliger Haltepunkt / Haltestelle | 4,518 | Willersdorf 29.05.1994 aufgelassen             | Willersdorf 29.05.1994 aufgelassen             |
| ehemaliger Haltepunkt / Haltestelle | 6,700 | Zollfeld 28.05.1967 aufgelassen                | Zollfeld 28.05.1967 aufgelassen                |
| Kilometer-Wechsel | 7,969 8,000 | Fehlerprofil −31 m                             | Fehlerprofil −31 m                             |
| Bahnhof | 9,228 | Maria Saal                                     | 453 m ü. A.                                    |
| Abzweig geradeaus und nach rechts | 12,378 | Anschlussbahn (Awanst) GBV II (Laudon-Kaserne) | Anschlussbahn (Awanst) GBV II (Laudon-Kaserne) |
| Haltepunkt / Haltestelle | 13,592 | Klagenfurt Annabichl                           | Klagenfurt Annabichl                           |
| Brücke über Wasserlauf | | Glan                                           | Glan                                           |
| Haltepunkt / Haltestelle | 16,773 | Klagenfurt Ostbahnhof                          | 440 m ü. A.                                    |
| Abzweig geradeaus und von links | | von Maribor (Drautalbahn)                      | von Maribor (Drautalbahn)                      |
| Bahnhof | 17,960 | Klagenfurt Hbf                                 | 440 m ü. A.                                    |
| Abzweig geradeaus und nach rechts | | nach Innichen/San Candido (Drautalbahn)        | nach Innichen/San Candido (Drautalbahn)        |
| Haltepunkt / Haltestelle | 19,218 | Klagenfurt Süd seit 29.10.2015                 | Klagenfurt Süd seit 29.10.2015                 |
| Dienststation / Betriebs- oder Güterbahnhof | 19,995 | Viktring (PV 2015 eingestellt)                 | 440 m ü. A.                                    |
| ehemaliger Haltepunkt / Haltestelle | 23,000 | Köttmannsdorf (1967 aufgelassen)               | Köttmannsdorf (1967 aufgelassen)               |
| Haltepunkt / Haltestelle | 23,100 | Köttmannsdorf Lambichl (seit 11.12.2022)       | Köttmannsdorf Lambichl (seit 11.12.2022)       |
| Bahnhof | 25,046 | Maria Rain                                     | 525 m ü. A.                                    |
| Brücke über Wasserlauf | | Ferlacher Stausee                              | Ferlacher Stausee                              |
| Abzweig geradeaus und von links | | Ferlacher Bahn                                 | Ferlacher Bahn                                 |
| Bahnhof | 30,079 | Weizelsdorf                                    | 433 m ü. A.                                    |
| Wechsel des Eisenbahninfrastrukturunternehmens | 30,182 | Erhaltungsgrenze ÖBB Infra/NBiK                | Erhaltungsgrenze ÖBB Infra/NBiK                |
| Haltepunkt / Haltestelle | 31,526 | Weizelsdorf Ort *                              | Weizelsdorf Ort *                              |
| Haltepunkt / Haltestelle | 32,729 | St. Johann im Rosental *                       | St. Johann im Rosental *                       |
| Bahnhof | 35,462 | Feistritz im Rosental *                        | 498 m ü. A.                                    |
| Brücke | | Feistritz-Viadukt (193 m)                      | Feistritz-Viadukt (193 m)                      |
| Haltepunkt / Haltestelle | 36,725 | Feistritz im Rosental West                     | Feistritz im Rosental West                     |
| Haltepunkt / Haltestelle | 37,472 | Suetschach *                                   | Suetschach *                                   |
| Haltepunkt / Haltestelle | 38,637 | Ladinach *                                     | Ladinach *                                     |
| Brücke | | Kleiner Suchagraben (64 m)                     | Kleiner Suchagraben (64 m)                     |
| Brücke | | Großer Suchagraben (93 m)                      | Großer Suchagraben (93 m)                      |
| Haltepunkt / Haltestelle | 42,146 | Maria Elend im Rosental *                      | 525 m ü. A.                                    |
| ehemalige Blockstelle | 45,700 | Ladestelle Ziegelei Rosenbach                  | Ladestelle Ziegelei Rosenbach                  |
| Brücke | | Rosenbach-Viadukt (239 m)                      | Rosenbach-Viadukt (239 m)                      |
| Tunnel | 46,138 | Lessach-Tunnel (111 m)                         | Lessach-Tunnel (111 m)                         |
| Wechsel des Eisenbahninfrastrukturunternehmens | 47,190 | Erhaltungsgrenze NBiK/ÖBB Infra                | Erhaltungsgrenze NBiK/ÖBB Infra                |
| Abzweig geradeaus und von rechts | 47,482 | von Villach                                    | von Villach                                    |
| Bahnhof | 47,791 | Rosenbach                                      | 601 m ü. A.                                    |
| Tunnelanfang | 49,262 | Karawankentunnel (7976,5 m)                    | Karawankentunnel (7976,5 m)                    |
| Grenze (im Tunnel) | 53,635 637,265 | Staatsgrenze n. Rosenbach Österreich–Slowenien | Staatsgrenze n. Rosenbach Österreich–Slowenien |
| Tunnelende | 633,664 |                                                |                                                |
| Verschwenkung von links | |                                                |                                                |
| Kreuzung geradeaus oben (Querstrecke außer Betrieb) · Strecke von rechts (außer Betrieb) | 632,800 | von Tarvisio                                   | von Tarvisio                                   |
| Blockstelle · Strecke (außer Betrieb) | 631,800 | Jesenice zahod                                 | Jesenice zahod                                 |
| Verschwenkung nach links · Verschwenkung nach rechts (Strecke außer Betrieb) | |                                                |                                                |
| Bahnhof | 630,211 | Jesenice (Aßling)                              | 573 m ü. A.                                    |
| Abzweig geradeaus und nach links | | nach Ljubljana                                 | nach Ljubljana                                 |
| Strecke | | nach Trieste Campo Marzio                      | nach Trieste Campo Marzio                      |

Als Rosentalbahn wird heute oft nur der südliche Teil der Bahnstrecke von Sankt Veit an der Glan über Klagenfurt und Rosenbach nach Jesenice/Aßling in Slowenien bezeichnet, die Strecke von Klagenfurt nach Rosenbach. Historisch trägt aber die Gesamtstrecke diesen Namen.
Der Großteil der Strecke entstand gemeinsam mit der Bahnstrecke Villach–Rosenbach im Zuge des Projekts Neue Alpenbahnen. Der Abschnitt zwischen St. Veit und Klagenfurt ist heute Teil der überregionalen Fernverbindung zwischen Wien und Villach, der Abschnitt zwischen Rosenbach und Jesenice durch den Karawankentunnel ist Teil der überregionalen Fernverbindung Salzburg–Villach–Zagreb/Agram. Die Bahnverbindung von Klagenfurt nach Rosenbach und zum Karawankentunnel läuft heute über Villach und nicht mehr durch das Rosental. Zwischen St. Veit und Weizelsdorf wird die Strecke im Nahverkehr von Zügen der S-Bahn Kärnten bedient.
Betreiber der gesamten Bahnstrecke waren die Österreichischen Bundesbahnen (ÖBB). Zum Fahrplanwechsel 2016/17 stellten die ÖBB den Verkehr zwischen Weizelsdorf und Rosenbach ein. Dieser Abschnitt wurde an das Land Kärnten verkauft. Seit Sommer 2020 verkehren zwischen Weizelsdorf und Feistritz Nostalgiezüge der NBiK. Seit Juli 2021 ist auch der Abschnitt Feistritz–Rosenbach wieder für Nostalgiezüge in Betrieb. Damit steht nun wieder die gesamte Rosentalbahn in Betrieb.

## Geschichte

### Vorgeschichte
Im agrarisch geprägten Rosental wurde ab dem 16. Jahrhundert im Bereich von Feistritz im Rosental Eisen verarbeitet, auch in Ferlach gab es eisenverarbeitende Werke. Als 1863 die Südbahn-Gesellschaft mit der Kärntner Bahn Kärnten an das Eisenbahnnetz anschloss, wurde das Rosental umfahren. Das hier hergestellte Eisen musste weiterhin mit Pferdefuhrwerken über den Loiblpass transportiert werden.  Ab 1868 erschloss die ebenfalls private Kronprinz Rudolf-Bahn Kärnten mit einer Bahnstrecke von Sankt Michael in der Obersteiermark über Sankt Veit an der Glan nach Villach. Der Abschnitt Glandorf – Klagenfurt ging dabei als eingleisige Zweigstrecke der Rudolfsbahn vom 15. April 1869 an in Betrieb. Nach der Verstaatlichung der Rudolfsbahn und ihrer Zweigstrecke nach Klagenfurt bis Ende 1889 versuchte ab 1896 ein Konsortium aus lokalen Wirtschaftstreibenden den Bau einer Lokalbahn von Klagenfurt nach Ferlach zu erwirken. Diese Versuche waren allerdings nicht erfolgreich.

### Bau und Betrieb bis 1945
Die Preispolitik der privatisierten Südbahn-Gesellschaft, welche de facto ein Monopol auf den Nord-Süd-Verkehr in Österreich-Ungarn hatte, führte im Reichsrat zu mehreren Gesetzesinitiativen für eine zweite Schienenverbindung nach Triest, die allerdings alle ohne Erfolg waren. Erst das am 6. Juni 1901 verabschiedete Alpenbahngesetz ermöglichte den Bau der so genannten Neuen Alpenbahnen. Noch im selben Jahr begannen die Bauarbeiten am 7.976 m langen Karawankentunnel. Ab 1903 arbeiteten bis zu 4.500 Personen an den Zulaufstrecken (von Villach) und Klagenfurt. Das Überwinden des Sattnitzgebirges und die zerklüfteten Hänge der Karawanken erforderten den Bau mehrerer großer Brücken. Anfang Mai 1906 wurde schließlich der Abschnitt Klagenfurt-Feistritz, am 30. September desselben Jahres der Rest der Bahnstrecke eröffnet. Im selben Jahr erhielt auch Ferlach mit der Ferlacher Bahn einen Anschluss an die Rosentalbahn.
Der neue Bahnanschluss des Rosentals führte zu einem Aufschwung der dortigen Stahlindustrie. Im Jahr der Eröffnung der Bahn übernahm die Krainische Industriegesellschaft das Feistritzer Werk und baute es in den nächsten Jahren aus. Die Eisenhütten in Waidisch, Unterloibl und Ferlach vereinigten sich zur Kärntner Eisen- und Stahlwerksgesellschaft KESTAG. Die Rosentalbahn entwickelte sich indes zu einer wichtigen Nord-Süd-Verbindung. So fuhren hier im Sommer 1914 täglich fünf Schnellzugpaare.
1912 erhielt die Rudolfsbahn im Raum St. Veit eine neue Trassenführung, die Rosentalbahn zweigt seither im damals neu erbauten Bahnhof St. Veit an der Glan ab. Durch die neue Trassierung entfiel das bis dahin notwendige Stürzen von Norden kommender Züge nach Klagenfurt in St. Veit, die Kilometrierung der Strecke beginnt allerdings bis heute in Glandorf.
Nach dem Ende des Ersten Weltkriegs und der Volksabstimmung in Kärnten 1920 führten geänderte territorialen Verhältnisse zu einer Veränderung der Verkehrsströme. Während mit der Verstaatlichung der Südbahn 1923 der Abschnitt St. Veit – Klagenfurt an Bedeutung gewann, begann der Niedergang der Rosentalbahn im Abschnitt Klagenfurt – Rosenbach. Im Oktober 1931 fuhr der letzte fahrplanmäßige Schnellzug auf diesem Teil der Strecke, 1933 schloss die Krainische Industriegesellschaft unter dem Eindruck der Weltwirtschaftskrise ihr Feistritzer Werk. Während des Zweiten Weltkriegs führte die Rüstungsproduktion der 1939 in Feistritz eröffneten Akkumulatorenfabrik Jungfer und der Deutsche Überfall auf Jugoslawien 1941 zu einem kurzlebigen Verkehrszuwachs.

### Nachkriegszeit
Gegen Ende des Zweiten Weltkriegs wurde das zweite Streckengleis des Karawankentunnels als bombensicherer Unterstand für Lokomotiven verwendet, anschließend blieb der Tunnel bis Ende der 1970er eingleisig. Aufgrund des gesteigerten Verkehrsaufkommens auf der Tauernachse ab den 1950ern gewann der Karawankentunnel  gemeinsam mit der Bahnstrecke Villach–Rosenbach wieder an Bedeutung und so wurde bis 1977 das zweite Streckengleis im Tunnel wieder hergestellt.
In den 1970ern führte der Bau des Ferlacher Stausees zu ersten Überlegungen zur Einstellung der Bahn, weil die Brücke über die Drau unter dem Stauziel lag. Schließlich wurde die Brücke gehoben und liegt heute nur 80 cm über dem Wasserspiegel. Mit der Schließung des Ferlacher Stahlwerks im Zuge der Stahlkrise und der Einstellung der Ferlacher Bahn im Jahr 1996 verlor die Bahn einen Großteil ihres Güterverkehrsaufkommens. 2012 folgte die Schließung der Verladestellen in Weizelsdorf und Feistritz im Rosental. Seither werden nur mehr am Bahnhof Viktring Güter verladen.
Anfang der 1990er erhielt der Abschnitt Klagenfurt – St. Veit an der Glan als letzter Abschnitt der Eisenbahnverbindung Villach – Klagenfurt – Wien ein zweites Streckengleis.

### Einstellung Weizelsdorf–Rosenbach
Der Zustand der Strecke zwischen Klagenfurt und Rosenbach verschlechterte sich zunehmend. Bis zum Jahr 2009 gab es zwischen Rosenbach und Klagenfurt neun kilometerlange Langsamfahrstellen, wo die Höchstgeschwindigkeit nur 10 bis 30 km/h betrug. Die Fahrzeit von Klagenfurt nach Rosenbach war mit über einer Stunde dementsprechend lang. Ohne die Langsamfahrstellen hätten durchfahrende (umgeleitete) Reisezüge für die Strecke Klagenfurt–Rosenbach nur circa 25 bis 30 Minuten benötigt, Regionalzüge gut 40 Minuten. Im Juli 2009 wurde diese Strecke allerdings renoviert und sämtliche 10 km/h-Langsamfahrstellen sind entfallen. Auch wurden fast sämtliche Weichen und Signale entlang der Strecke demontiert. Die reine Fahrzeit auf der Gesamtstrecke wurde auf gut 40 Minuten verkürzt und ab dem Fahrplanwechsel 2009/10 fuhr zusätzlich ein weiteres Zugpaar auf dieser verlassenen Strecke.
Vom 1. August 2011 bis inkl. 9. Dezember 2016 wurde der Personenverkehr allerdings auf einen einzigen Zug beschränkt, der jeweils nur werktags (außer samstags) die Gesamtstrecke Rosenbach–Klagenfurt befuhr. Der Zug fuhr um 06:24 Uhr in Rosenbach ab und kam nach 51 Minuten Fahrzeit um 07:15 Uhr am Klagenfurter Hbf an.
Im Dezember 2016 wurde der letzte verbliebene Zug im Abschnitt Weizelsdorf – Rosenbach eingestellt. Dieser Schritt wurde mit der geringen Fahrgastfrequenz auf der Strecke und notwendigen Investitionen begründet. Der eingestellte Abschnitt ging in den Besitz des Landes Kärnten über, die Erhaltung des Abschnitts übernahm der Verein Nostalgiebahnen in Kärnten (NBIK), der bereits die benachbarte Ferlacher Bahn betreibt. Im August 2020 wurde die Strecke zwischen Weizeldorf und Feistritz für Nostalgiezüge der NBIK wiedereröffnet, seit dem Jahr 2021 werden Sonderzüge bis Rosenbach und weiter ins Netz der ÖBB geführt. Wegen des schlechten Zustands des Rosenbach-Viadukts kündigte das Land Kärnten den Benützungsvertrag mit Jahresende 2025; über die Möglichkeit eines Betriebs im laufenden Jahr 2025 wird ein Gutachten entscheiden.

### S-Bahn Klagenfurt–Weizelsdorf
Seit Sommer 2011 wird der verbleibende Abschnitt Klagenfurt – Weizelsdorf von der S-Bahnlinie S3 der S-Bahn Kärnten befahren. Ab Weizelsdorf verkehren seither an die Ankunftszeit der Züge aus Klagenfurt abgestimmte Busse nach Ferlach und parallel zur Rosentalbahn nach Rosenbach bzw. Ledenitzen (Anschluss an die S2). Hierfür wurde der Bahnhof Weizelsdorf modernisiert und eine Park and Ride-Anlage errichtet. 2015 wurde die Haltestelle Klagenfurt Süd eröffnet und der Personenverkehr am Bahnhof Viktring eingestellt.

### Sanierung des Karawankentunnel
Von September 2020 bis September 2021 wurde der Karawankentunnel saniert. Dabei wurden neue Sicherheitssysteme eingebaut und wegen des beschränkten Tunnelprofils das zweite Streckengleis im Tunnel entfernt, womit die Strecke zwischen Rosenbach und der neu geschaffenen Betriebsstelle Jesenice zahod eingleisig wurde. Im Bahnhof Rosenbach wurde ein weiteres Hauptgleis für wartende Güterzüge errichtet. Die Entscheidung zum Rückbau auf ein Gleis wurde aufgrund der prognostizierten Zugzahlen getroffen. Seit dem Umbau stehen durch den Tunnel 110 Zugtrassen täglich zur Verfügung, auf der freien Strecke Richtung Villach sind es 130.

### Modernisierung und Elektrifizierung Klagenfurt–Weizelsdorf
Ab April 2021 bis 2022 wurde der 12 km lange Abschnitt Klagenfurt–Weizelsdorf unter Vollsperrung modernisiert und mit 15 kV 16,7 Hz Wechselspannung elektrifiziert. Im Bahnhof Maria Rain entstand wieder eine Möglichkeit für Zugkreuzungen und die Sicherungstechnik wurde so adaptiert, dass der Zugverkehr auf diesem Abschnitt von der Betriebsführungszentrale Villach gesteuert werden kann. Am 7. Dezember 2022 wurde die Fertigstellung mit einem Festakt bei der neu errichteten Haltestelle Köttmannsdorf Lambichl gefeiert. Für die Elektrifizierung musste auch die Brücke über die Drau adaptiert werden, außerdem wurden zwölf Eisenbahnkreuzungen technisch gesichert oder aufgelassen. Um längere Züge führen zu können, wurden die bestehenden Bahnsteige auf 160 Meter verlängert. Mit dem Umbau wurden auch die Parkplätze bei den Haltepunkten erweitert.
Ohne die Elektrifizierung wäre die Strecke sonst ab April 2023 die einzige nicht elektrifizierte Strecke mit Schienenpersonennahverkehr in Kärnten geworden.

## Zugverkehr

### Abschnitt St. Veit / Glan – Klagenfurt
Der Abschnitt von Sankt Veit an der Glan bis Klagenfurt am Wörthersee ist Teil der überregionalen Eisenbahnverbindung von Villach nach Wien. Hier verkehren im Zweistundentakt Railjet- bzw. InterCity-Züge der ÖBB. Im Regionalverkehr wird die Strecke halbstündlich von Zügen der Linie S1 der S-Bahn Kärnten bedient.
Im Güterverkehr ist die Strecke Teil des Rail Freight Corridor 5 und des "Baltisch-Adriatischen" TEN-V-Netzkorridors, der von Polen über Tschechien und Österreich bis nach Italien führt. Der Abschnitt wird neben der Rail Cargo Group auch von anderen Eisenbahnverkehrsunternehmen im Güterverkehr genutzt. Außerdem bestehen mehrere Anschlussbahnen, die bei Bedarf vom Fahrverschub bedient werden.

### Abschnitt Klagenfurt – Rosenbach
Ab dem Fahrplanwechsel 2008/2009 bis zur Elektrifizierung der Strecke zwischen Klagenfurt und Weizelsdorf fuhren hier Triebwagen der Baureihe 5022 (Desiro). Zusätzlich kam bis zur Teileinstellung des Personenverkehrs im Dezember 2016 für den verbliebenen Morgenzug eine Wendezuggarnitur aus CRD-Wagen und ÖBB 2016 zum Einsatz.
Im Bereich des Bahnhofes Feistritz im Rosental befinden sich Industrieanlagen, die einst Anschluss an das Bahnnetz benötigten. Die Fahrten wurden planmäßig in der Mittagszeit an Werktagen (außer Samstag) abgewickelt. Neben dem Bahnhof Feistritz stellte auch der Bahnhof Weizelsdorf eine bedeutende Rolle für die Holzverladung dar, bis beide Verladestellen im Jahr 2012 geschlossen wurde. Seither bestehen nur mehr im Bahnhof Viktring Anschlussgleise. Der bescheidene Güterverkehr wurde von der Baureihe 2068 oder von der Baureihe 2016 bedient.
Bei Bauarbeiten oder Betriebsstörungen auf der Bahnstrecke Villach–Rosenbach diente die Rosentalbahn bis Dezember 2016 auch als Umleitungsstrecke für den internationalen Reisezug- und Güterverkehr.
Auf dem Abschnitt zwischen Klagenfurt Hauptbahnhof und Weizelsdorf verkehrt seit 1. August 2011 von Montag bis Freitag die S-Bahn-Linie S3 der S-Bahn Kärnten im Stundentakt. Zwar wurde mit dem Fahrplanwechsel 2016/2017 die Linie S3 von Klagenfurt nach Wolfsberg verlängert, es gab jedoch keine durchgehenden Züge aus/nach Weizelsdorf. Von Februar bis Dezember 2022 war der Verkehr der Linie S3 zwischen Klagenfurt und Weizelsdorf wegen der Arbeiten zur Elektrifizierung der Strecke eingestellt, stattdessen verkehrten Autobusse im Schienenersatzverkehr. Zum Fahrplanwechsel im Dezember 2022 wurde auf der S3 zwischen Klagenfurt und Weizelsdorf der elektrische Betrieb aufgenommen.
Am 9. Dezember 2016 verkehrte der letzte planmäßige Personenzug zwischen Rosenbach über das Rosental nach Klagenfurt Hauptbahnhof auf der gesamten Länge. Auf der Strecke zwischen Rosenbach und Weizelsdorf wurde damit sämtlicher Zugverkehr eingestellt. Nach Übernahme des Abschnitts Weizelsdorf – Rosenbach durch das Land Kärnten wurde im August 2020 der Abschnitt zwischen Weizelsdorf und Feistritz als Anschlussbahn für Nostalgiezüge der Nostalgiebahnen in Kärnten (NBIK) wiedereröffnet, seit 2021 verkehren auch Sonderzüge bis Rosenbach und weiter auf die Bahnstrecke Villach–Rosenbach. Im Sommer 2023 soll zwischen Weizelsdorf und Feistritz im Rosental der „Carnica Draisinenexpress“ der NBIK seinen Verkehr aufnehmen.

### Abschnitt Rosenbach – Jesenice
Zwischen Rosenbach und Jesenice nutzen von der Bahnstrecke Villach–Rosenbach kommende internationale Reise- und Güterzüge von Villach nach Ljubljana die Strecke. In diesem Abschnitt ist die Strecke Teil des Rail Freight Corridor 10, der von Salzburg über Slowenien, Kroatien, Serbien und Bulgarien bis an die türkische Grenze bei Swilengrad reicht. Der Tunnel wird dabei von mehreren Eisenbahnverkehrsunternehmen genutzt. Eine wesentliche Bedeutung hat der Tunnel auch im Hinterlandverkehr des Hafens Koper.
Im Personenfernverkehr wird die Strecke im Fahrplanjahr 2022 von zwei EuroNight-, einem  EuroCity-, sowie zwei Schnellzugpaaren nach Zagreb und teilweise weiter nach Vinkovci an der Grenze zu Serbien befahren. Die lange Zeit hier angebotenen durchgehenden Fernverkehrszüge nach Beograd verkehrten das letzte Mal im Fahrplanjahr 2019. Im Nahverkehr besteht nur eine morgendliche Verbindung von Jesenice nach Villach, im Sommer verkehrt zusätzlich ein als Karawankensprinter bezeichnetes Zugpaar im Nahverkehr, das ein Angebot für den Radtourismus schaffen soll.

## Streckenbeschreibung
Die Rosentalbahn beginnt im Bahnhof von Sankt Veit an der Glan den sie im Linksbogen Richtung Süden verlässt. Im Bahnhof St. Veit schließt die Strecke an die Rudolfsbahn an, die einerseits von hier Richtung Sankt Michael in Obersteiermark und in die andere Richtung entlang des Ossiacher Sees nach Villach führt. Nach wenigen hundert Metern wird der Frachtenbahnhof St. Veit an der Glan erreicht, wo Gleisanschlüsse der örtlichen Industrie bestehen. Weiter führt die Bahn ohne nennenswerte Neigungen über das Zollfeld nach Klagenfurt am Wörthersee. Den Klagenfurter Hauptbahnhof erreicht die Strecke über einen Rechtsbogen aus dem Norden. Dieser Teil der Strecke ist zweigleisig, mit 15 kV 16,7 Hz Wechselstrom elektrifiziert und für eine Höchstgeschwindigkeit von bis zu 160 km/h ausgebaut.
In Klagenfurt Hauptbahnhof trifft die Rosentalbahn auf die Kärntner Bahn bzw. die zukünftige Koralmbahn. Den Bahnhof verlässt die Strecke wiederum im Linksbogen nach Süden, vorbei an der 2015 errichteten Haltestelle Klagenfurt Süd wird der nur mehr im Güterverkehr genutzte Bahnhof Viktring erreicht, wo mehrere Betriebe Anschlussgleise besitzen. Von hier geht es mit bis zu 21 ‰ Steigung Richtung Maria Rain, wo der Scheitelpunkt der Strecke erreicht wird. Der Bahnhof Maria Rain wurde 2009 auf ein Gleis rückgebaut und erhielt erst 2022 im Zuge der Elektrifizierung der Strecke wieder ein zweites Gleis. Von hier fällt die Strecke mit einem Gefälle von bis zu 26 ‰ entlang der Hollenburger Lehne zur Drau, die anschließend mit einer Brücke überquert wird, bevor der Bahnhof Weizelsdorf erreicht wird. Hier trifft die Rosentalbahn auf die Ferlacher Bahn, im südlichen Teil des Bahnhofs befinden sich Anlagen der Nostalgiebahnen in Kärnten, die sowohl die Ferlacher Bahn als auch den Abschnitt der Rosentalbahn zwischen Weizelsdorf und Rosenbach erhalten.
Ab der Einstellung des regulären Zugverkehrs zwischen Weizelsdorf und Rosenbach wurde der Betrieb zwischen Viktring und Weizelsdorf fernmündlich im Zugleitbetrieb durch die Fahrdienstleitung in Weizelsdorf gesichert. Im Bahnhof Maria Rain sicherte ein Schrankenwärter zwei Eisenbahnkreuzungen. Der Abschnitt zwischen St. Veit und Viktring wurde von der Betriebsführungszentrale in Villach gesichert. Der vom Land Kärnten und von den NBIK erhaltene Abschnitt wird als Anschlussbahn mit beschränkt-öffentlichen Verkehr betrieben. Daher verkehren zwischen Weizelsdorf und Rosenbach regelmäßig Sonderzüge.

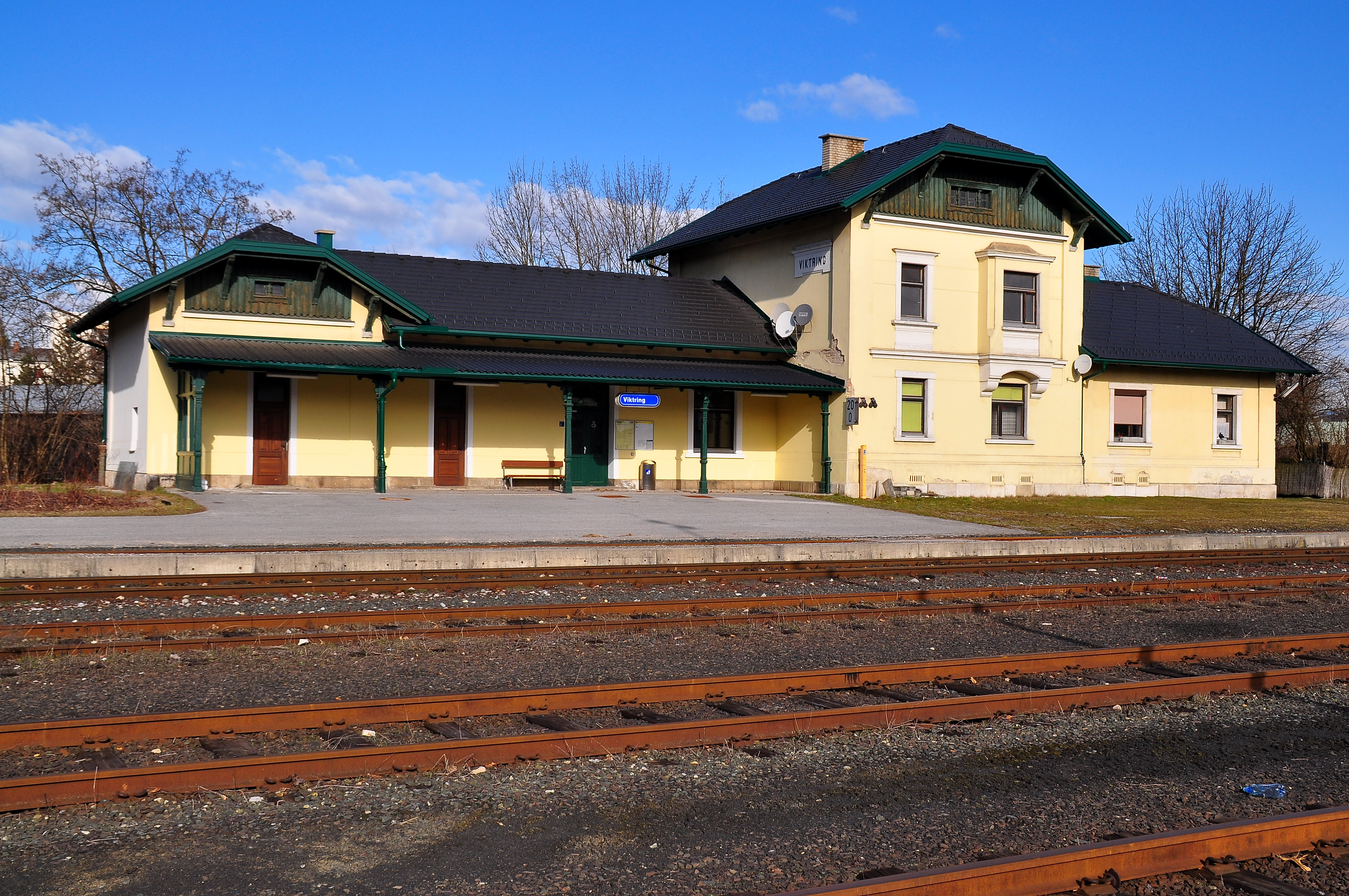
Bahnstation Viktring im Klagenfurter Stadtgebiet
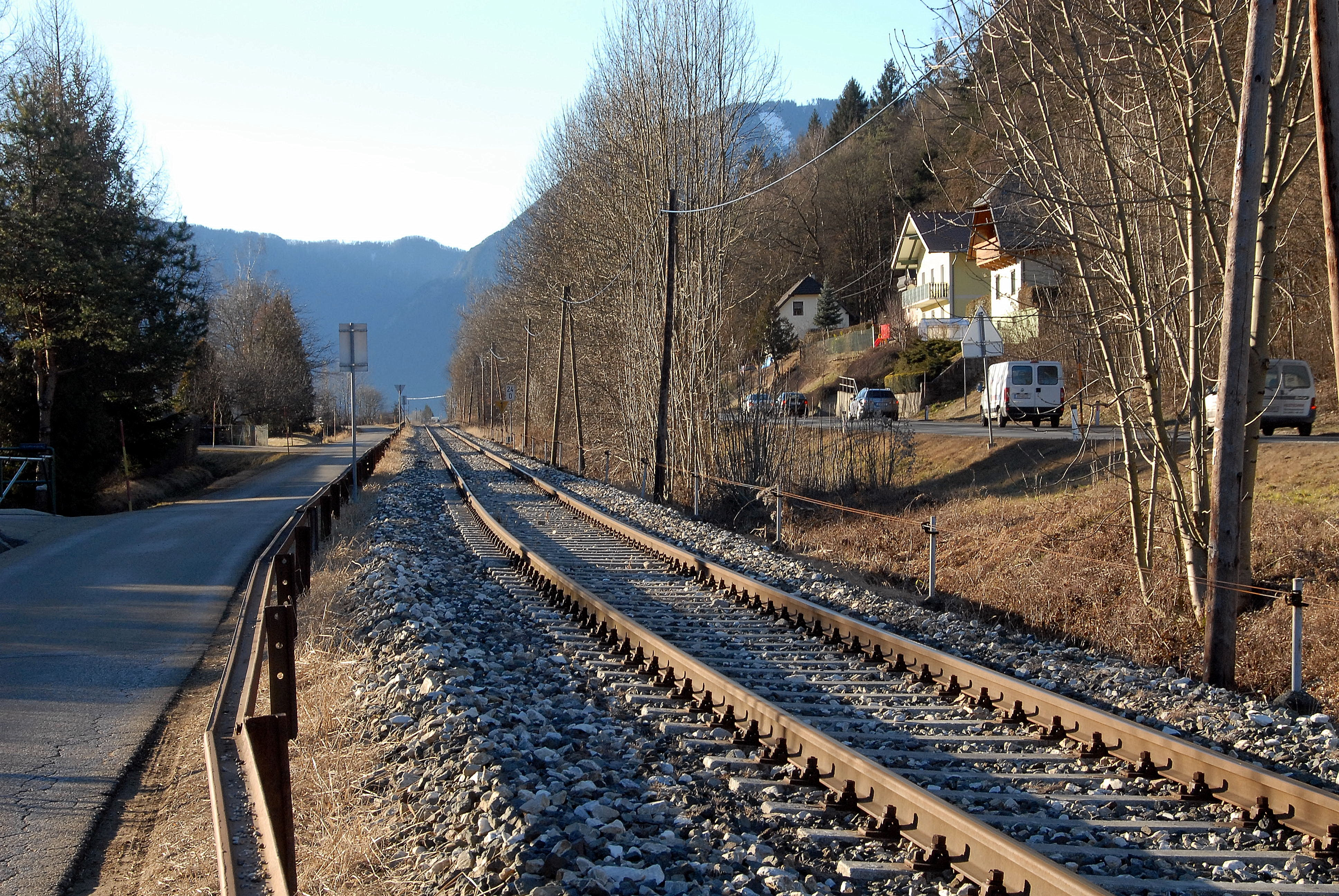
Bahnstrecke in Lambichl
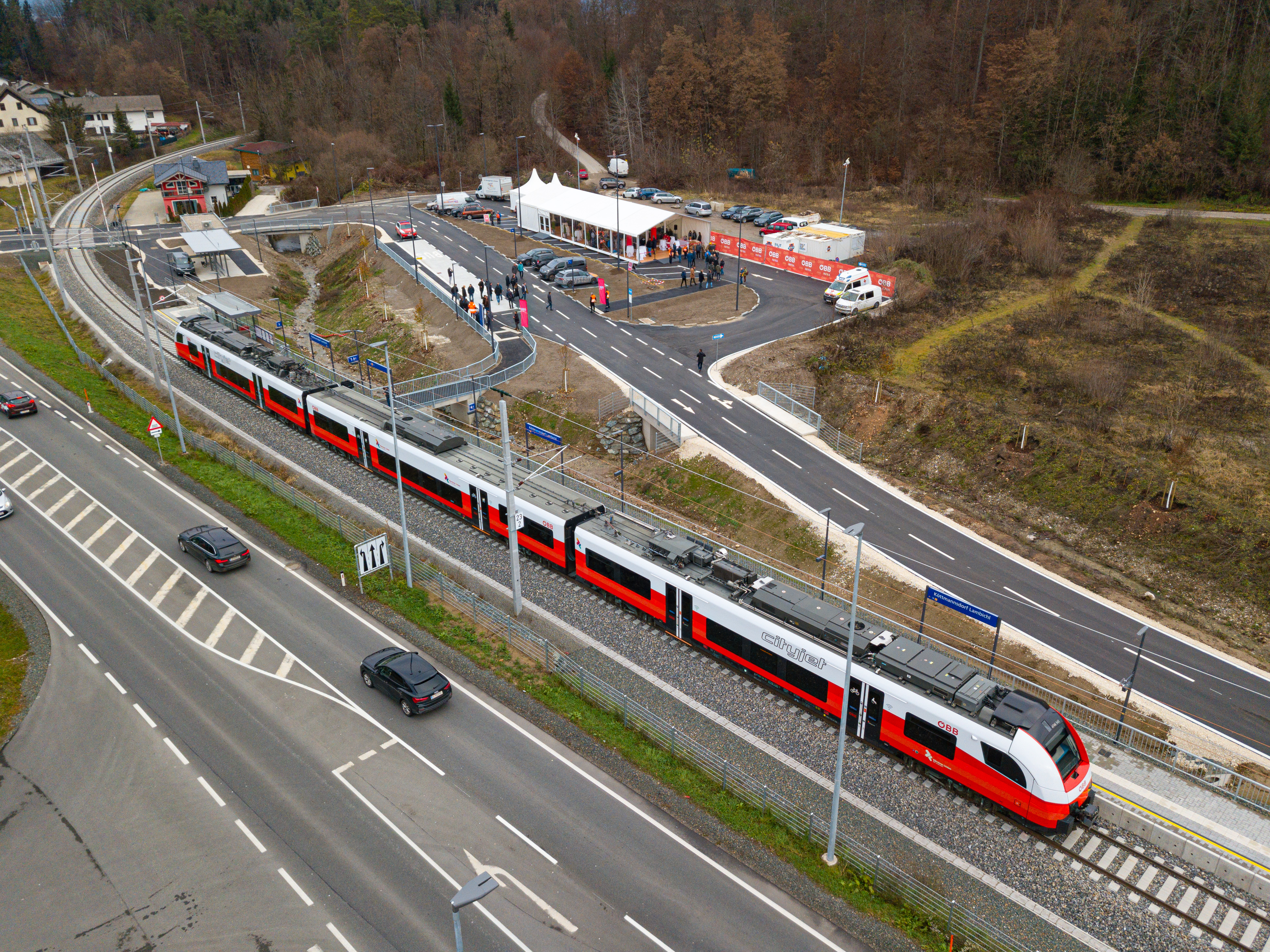
Neue Bahnhaltestelle "Köttmannsdorf Lambichl" nach Elektrifizierung
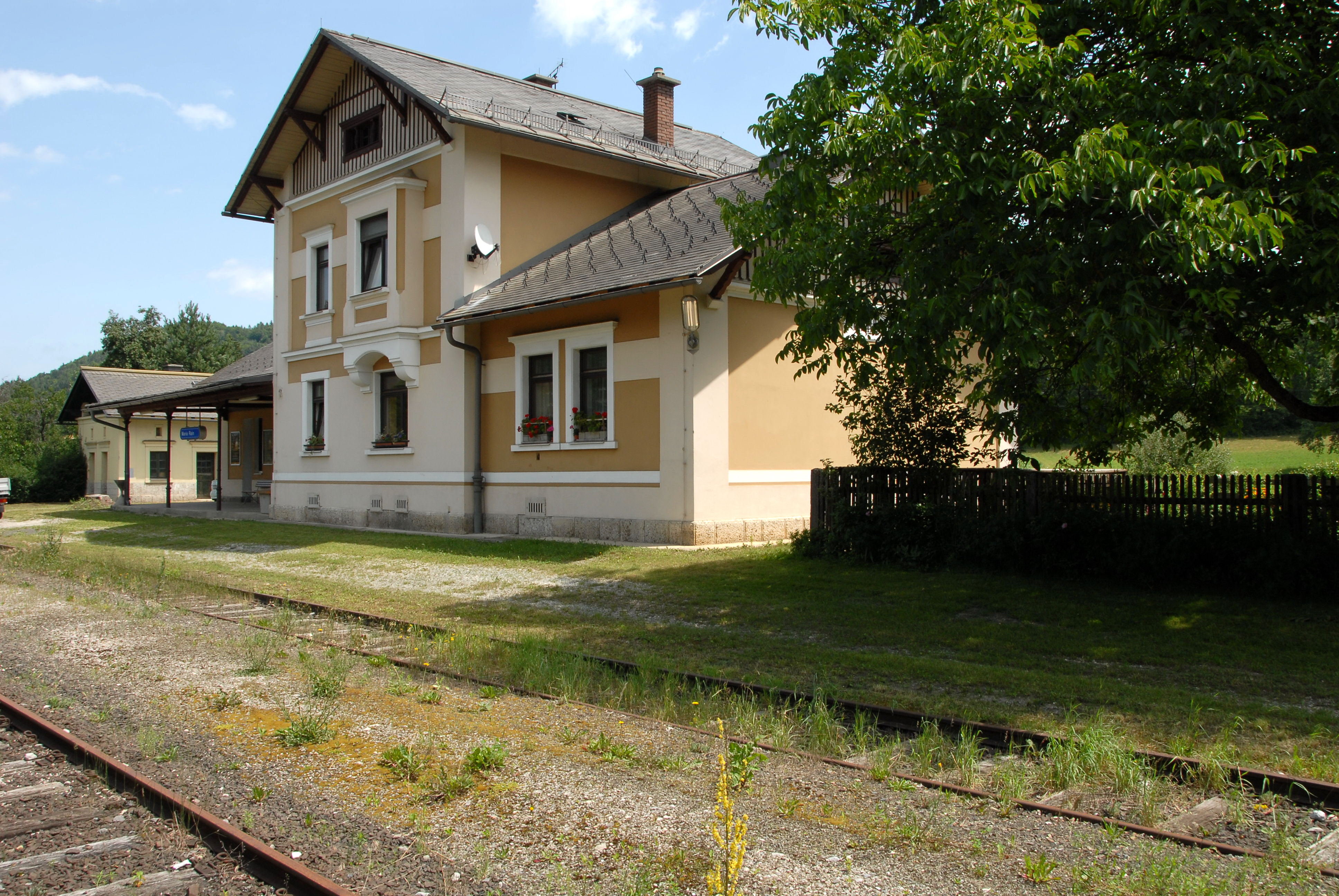
Bahnhof in Maria Rain

Von Weizelsdorf bis St. Johann im Rosental verläuft die Bahn eben am Talgrund des Rosentals, bevor sie wieder am Fuße der Karawanken mit einer Steigung von bis zu 19 ‰ Richtung Rosenbach steigt. Hier wird der ehemalige Kreuzungsbahnhof Feistritz im Rosental erreicht, der bis heute mit Formsignalen ausgerüstet ist. Knapp nach dem Bahnhof Feistritz übersetzt die Bahn auf dem 193 m langen Feistritzviadukt das Bärental. Bis zur Haltestelle Maria Elend folgen die 64 bzw. 93 langen Brücken über den kleinen und großen Suchagraben. Vor Rosenbach überquert die Rosentalbahn das 293 m lange und 51 m hohe Rosenbachviadukt, auf das der 111 m lange Lessachtunnel folgt. Mit einem Linksbogen wird schließlich der Bahnhof Rosenbach erreicht, wo die Rosentalbahn auf die Bahnstrecke Villach–Rosenbach trifft. Wenige Meter vor dem Rosenbachviadukt befand sich die Ladestelle einer Rosenbacher Ziegelei, zu der eine Schleppbahn führte. Reste der Ladestelle finden sich bis heute neben den Gleisen im Wald.

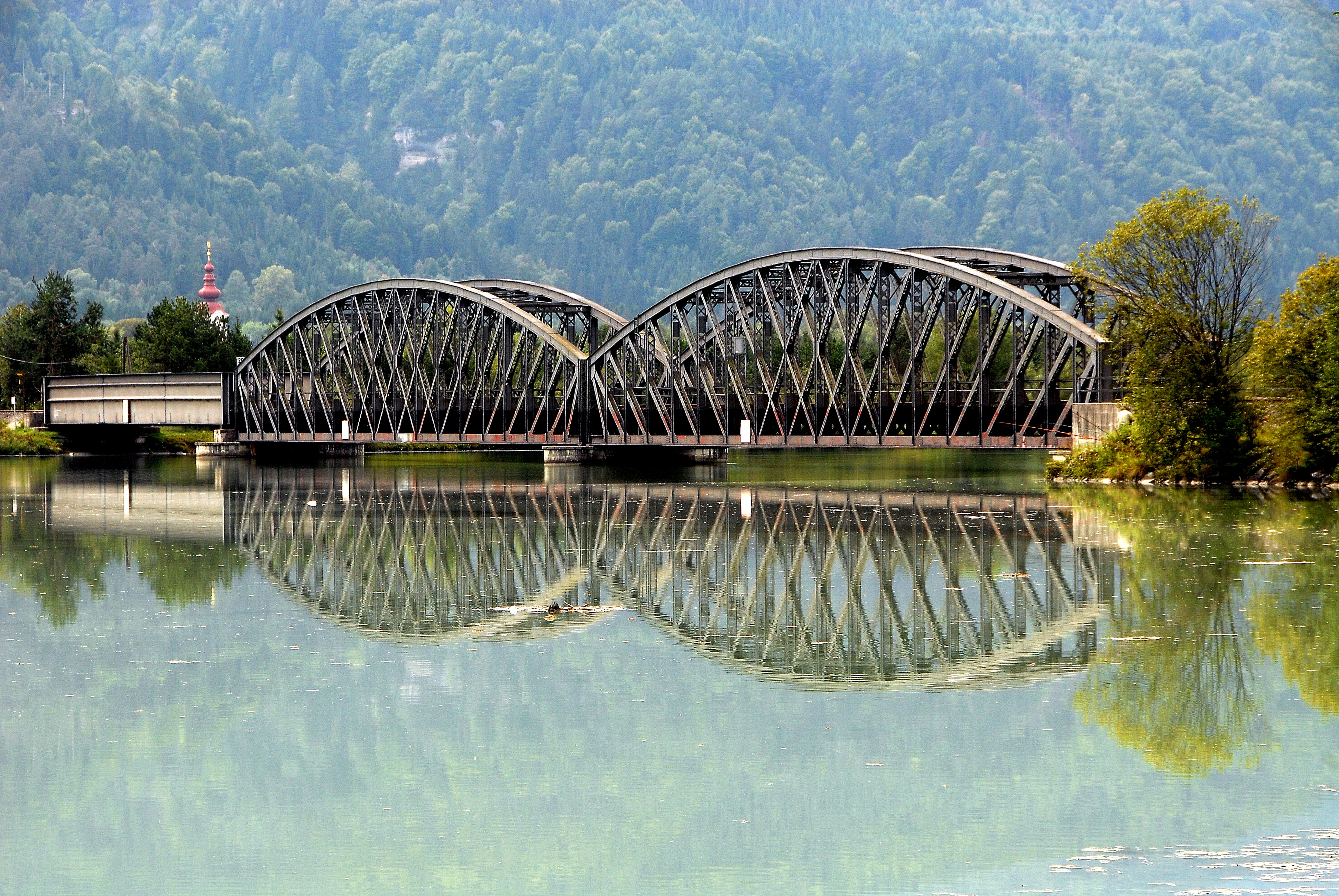
Eisenbahnbrücke über den Ferlacher Stausee bei Weizelsdorf
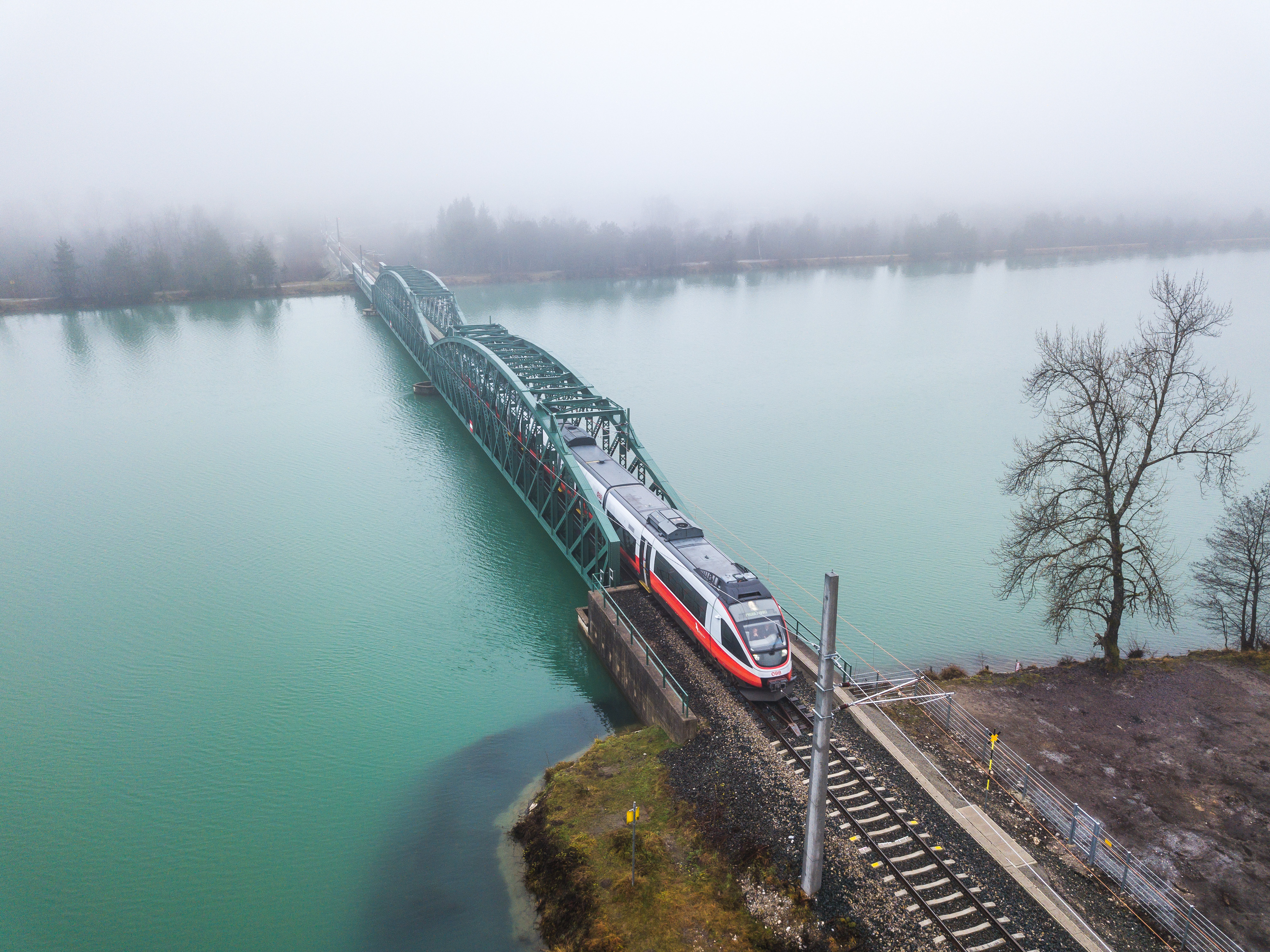
Der erste Personenzug, nach der Elektrifizierung, bei der Überfahrt über die Eisenbahnbrücke.
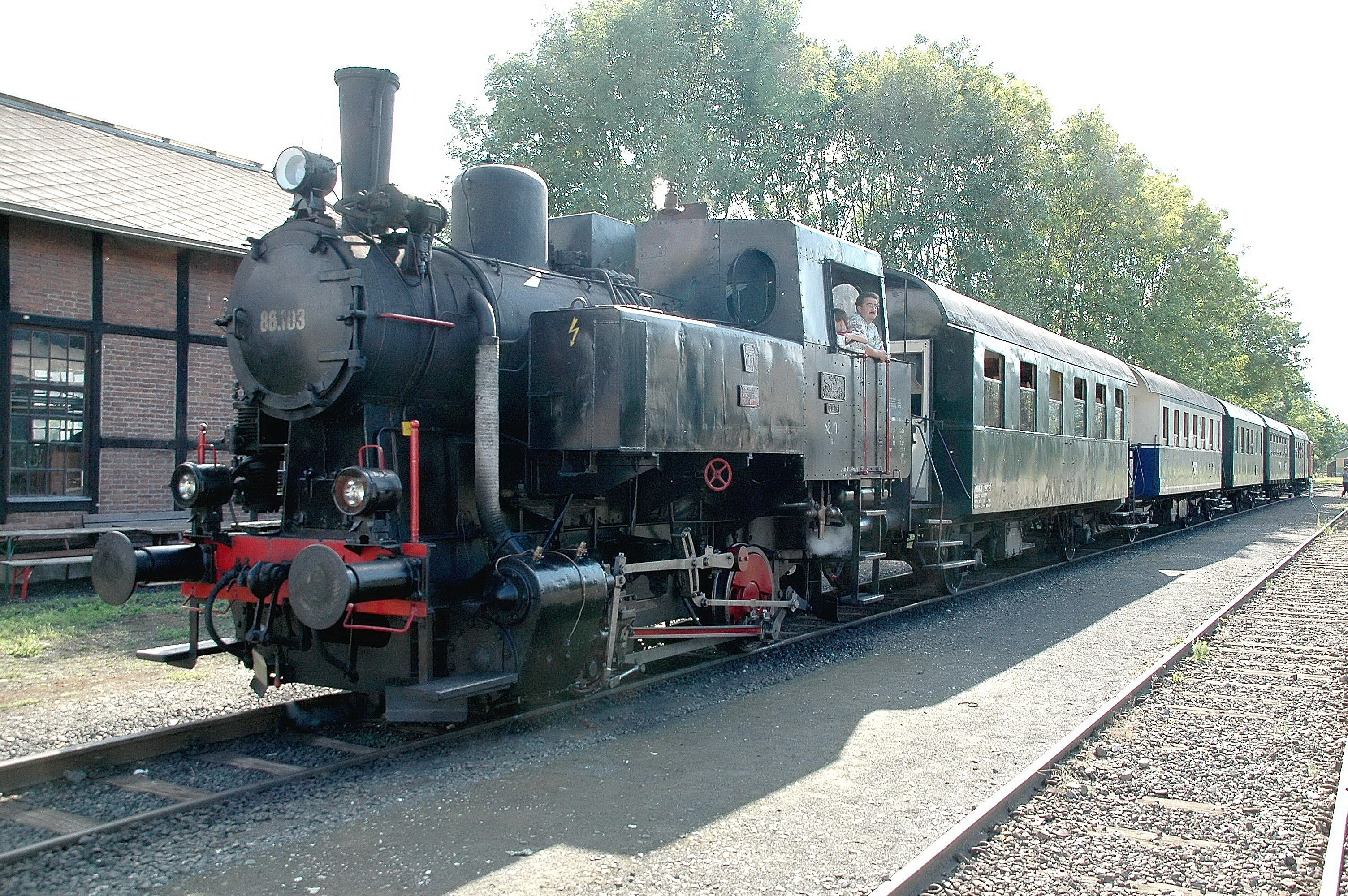
Rosentaler Dampfbummelzug im Bahnhof Weizelsdorf
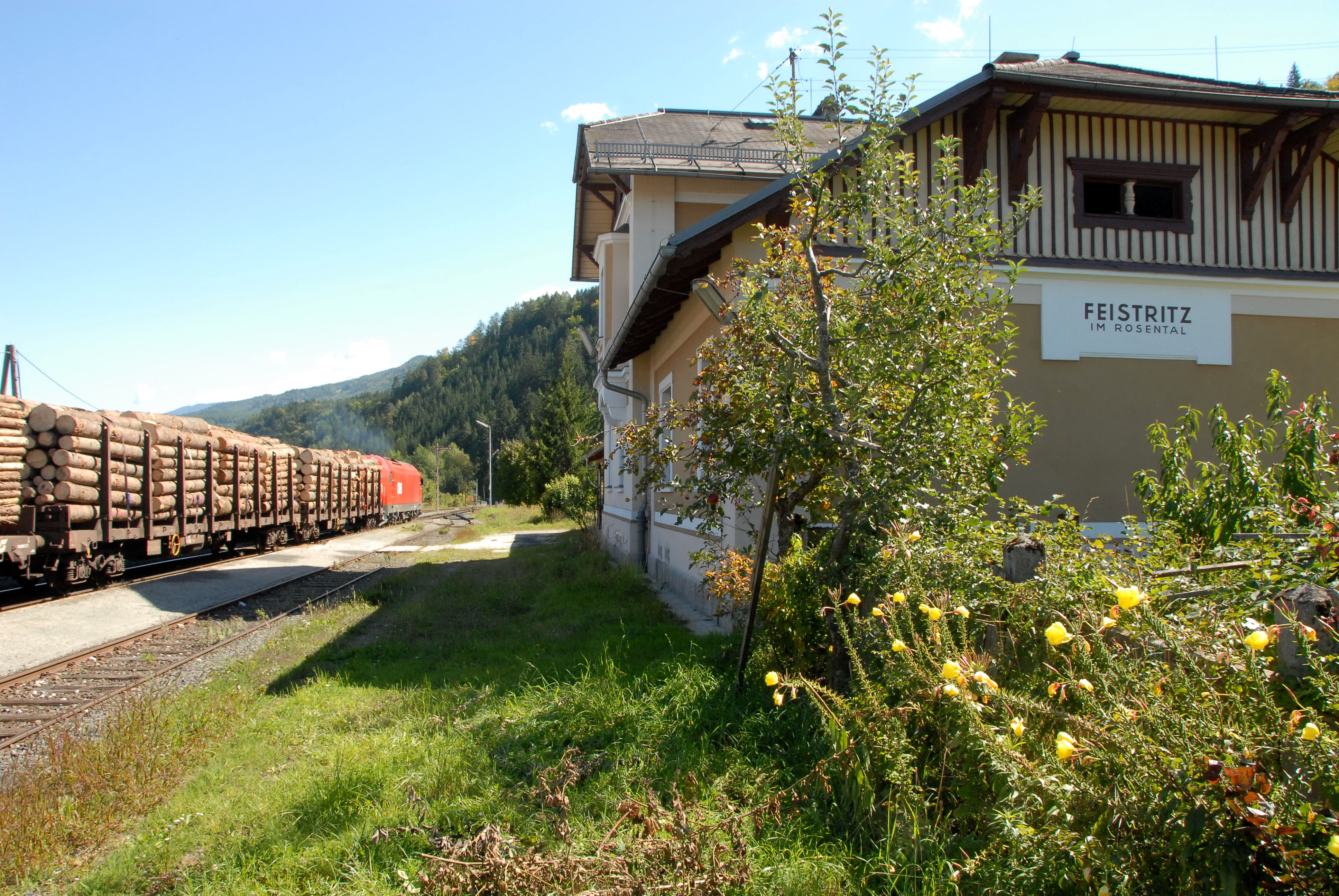
Bahnhof Feistritz im Rosental

Der Bahnhof Rosenbach, der auf Ausbruchmaterial des Karawankentunnel errichtet wurde, diente bis zum Beitritt Sloweniens zur Europäische Union 2004 bzw. zum Schengener Abkommen im Jahr 2007 mehrere Jahrzehnte als Grenzbahnhof und wies eine entsprechende Infrastruktur aus. Seither wurde der Bahnhof rückgebaut und weist heute nur mehr zwei durchgehende Hauptgleise mit Inselbahnsteig sowie zwei Güterzugüberholgleise auf. Der Bahnhof Rosenbach ist mit 15 kV 16,7 Hz Wechselstrom elektrifiziert und wird inzwischen von der Betriebsführungszentrale in Villach ferngesteuert. Hier enden aktuell Züge der S5 der S-Bahn Kärnten.
Von Rosenbach geht es eingleisig mit bis zu 21 ‰ Steigung durch den Bärengraben zum Nordportal des 7976 m langen Karawankentunnels. Im Tunnel geht es nur mit leichter Steigung zum Scheitelpunkt auf 638 m Höhe über der Adria, der kurz vor der Staatsgrenze zu Slowenien liegt. Ab der Staatsgrenze gilt die ehemals jugoslawische Kilometrierung ab Beograd, bei Hrušica erreicht die Rosentalbahn das Südportal des Karawankentunnels im Tal der Sava Dolinka, einem der Oberläufe der Save. Vom südlichen Tunnelportal fällt die Bahn mit 19 ‰ bis zur Betriebsstelle Jesenice Zahod, von wo die Strecke zweigleisig in den Bahnhof der slowenischen Stadt Jesenice führt. Die elektrische Fahrleitung mit 15 kV, 16,7 Hz reicht von Rosenbach durch den Karawankentunnel bis in den Bahnhof Jesenice, wo sich die Systemtrennstelle zum in Slowenien üblichen 3 kV Gleichstromsystem befindet. Die Bauform der Oberleitung in Slowenien entspricht dem italienischen Standard, da Italien die Elektrifizierung im damals besetzten Slowenien vor 1945 durchgeführt hatte.
Im Bahnhof Jesenice trifft die Rosentalbahn auf die Bahnstrecke nach Ljubljana sowie die nicht elektrifizierte Strecke Richtung Trieste Campo Marzio. In Jesenice findet der Wechsel des Fahrpersonals bei Mehrsystemlokomotiven bzw. ein Wechsel des Triebfahrzeugs statt. Entsprechend seiner betrieblichen Aufgaben verfügt der Bahnhof neben drei Bahnsteigen für den Personenverkehr auch über ein ausgedehntes Gleisfeld für den Güterverkehr bzw. zum Abstellen von Lokomotiven.

## Rezeption
Für den 1992 gedrehten amerikanischen Spielfilm Shining Through (deutscher Titel: Wie ein Licht in dunkler Nacht) wurden einige Szenen auf der teilweise gebirgigen Rosentalbahn gedreht.